# Abactochromis labrosus
Genre
Espèce
Synonymes
- Melanochromis labrosus Trewavas, 1935
- Cyrtocara labrosa Trewavas, 1935
- Haplochromis labrosus Trewavas, 1935

Statut de conservation UICN

 LC  : Préoccupation mineure
Abactochromis labrosus, unique représentant du genre Abactochromis (monotypique) est une espèce de poissons osseux appartenant à la famille des Cichlidae.

## Répartition
Cette espèce vit uniquement dans le Lac Malawi, au Malawi, au Mozambique et en Tanzanie,.

## Menaces
Abactochromis labrosus est classé en Préoccupation mineure par l'UICN.